# Waga czasu
Waga czasu (tytuł oryginalny: Pesha e kohës) – albański film fabularny z roku 1988 w reżyserii Rikarda Ljarji.

## Opis fabuły
Akcja filmu rozgrywa się współcześnie, w małej wsi albańskiej. Przewodniczący lokalnej rady ma przejść na emeryturę. Vasili zapisał się dobrze w pamięci mieszkańców, choć wielu uważało go za biurokratę. Jego następca chce to zmienić, ale okazuje się, że największym problemem są sami mieszkańcy, którzy nabrali niewłaściwych nawyków.
Film realizowano w Fierze.

## Obsada
- Todi Llupi jako Llazi
- Hajrie Rondo jako Evanthia
- Kadri Roshi jako przewodniczący
- Rikard Ljarja jako Vasil
- Einar Nelku jako Nasho
- Fatos Sela jako Trifon
- Arqile Lipe jako Luani
- Valter Gjoni jako Andrea
- Merita Dabulla jako Lushi
- Anila Karaj jako żona Luana
- Margarita Xhepa jako żona przewodniczącego
- Sherif Azizaj
- Inga Beshika
- Andi Lamaj
- Arqile Lici
- Jetmira Lubonja